# Haiti

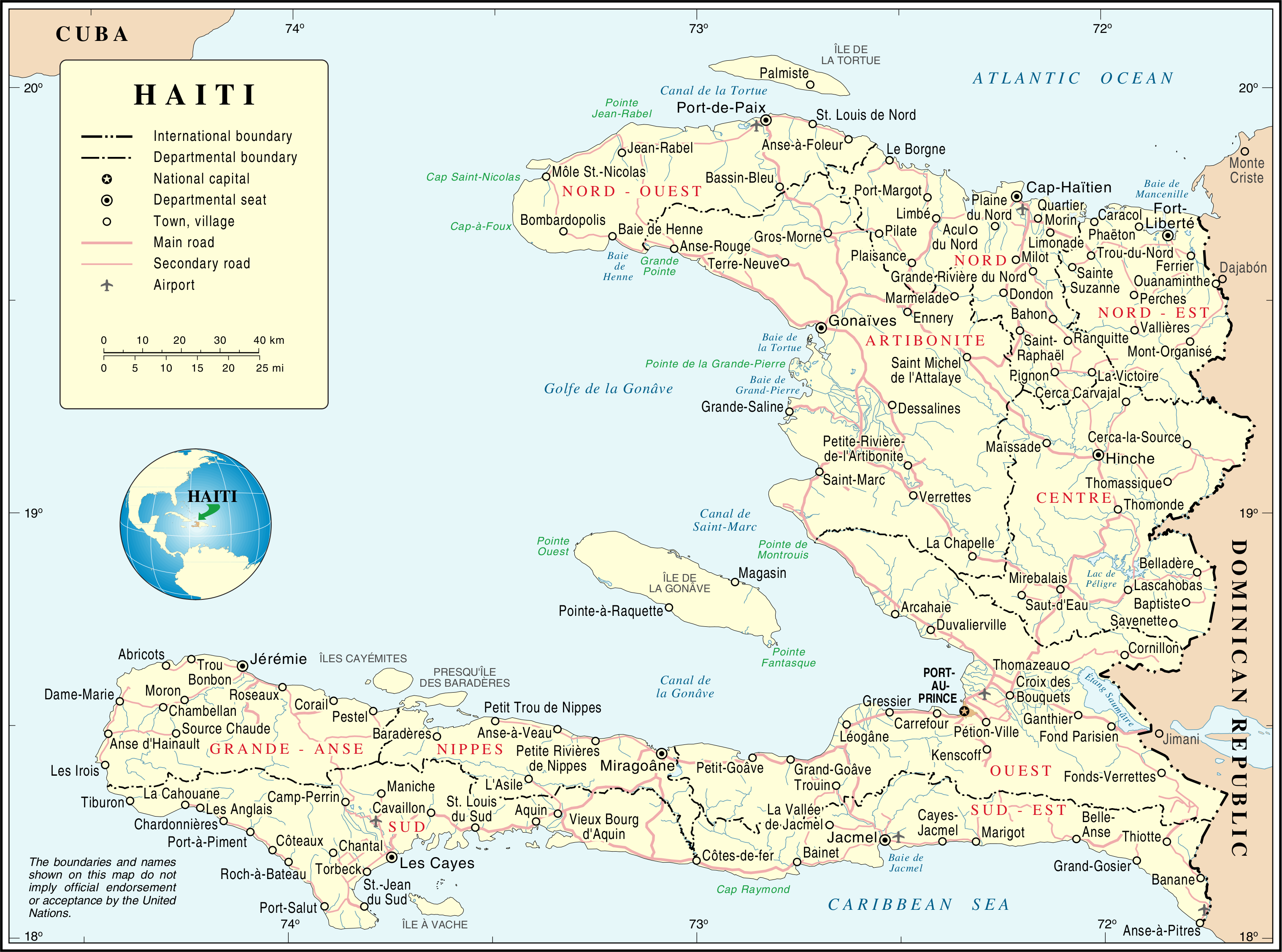
Harta Republicii Haiti

Haiti (în franceză Haïti, în creolă haitiană Ayiti), oficial Republica Haiti (în franceză République d'Haïti, în creolă haitiană Repiblik Ayiti) este o țară insulară localizată lângă America Centrală, în Marea Caraibilor, situat pe treimea de vest a insulei Hispaniola (din grupul de insule Antilele Mari). Are graniță cu Republica Dominicană la est. Capitala se află în orașul Port-au-Prince.

## Toponimie
În limba vorbită de etnia taino, Ayiti ar semnifica, potrivit diferitelor versiuni, „ținutul munților înalți” sau „muntele în mare”, sau „ținut violent”.

## Istorie
1492: Cristofor Columb descoperă insula Hispaniola, care era locuită de triburi amerindiene. El întemeiază prima așezare spaniolă din America.
1503: Deoarece cei mai mulți băștinași fuseseră decimați de molime și de brutalitatea colonizatorilor, proprietarii de plantații încep să aducă robi cumpărați de la negustorii de sclavi din Africa pentru a lucra pe plantații.
1697: Spania cedează treimea vestică a insulei (teritoriul haitian de azi) francezilor.
1749: Întemeierea capitalei Port-au-Prince.
1791: După Revoluția Franceză în Haiti a avut loc o revoltă încununată de succes a populației negre și mulatre împotriva elitei puțin numeroase reprezentată de albi (francezi și englezi). Haitienii au fost nevoiți să lupte pentru abolirea sclaviei împotriva trupelor britanice și spaniole, trimise să îi înfrângă.
În 1804 a fost întemeiat regatul independent Haiti sub conducerea lui Jean-Jacques Dessalines, primul stat al negrilor de pe insulă.
În 1806 a survenit diviziunea între statul negrilor din nordul insulei și republica mulatrilor din sud. De pe urma conflictului dintre negri și mulatri a profitat generalul Henri Christophe, care s-a încoronat în 1811 drept rege al statului sub numele de Henri I.
După revolta din 1844, în tot estul insulei a fost proclamată Republica Dominicană. În această perioadă Haiti are parte de conducători foarte autoritari.
1915-1934: Haiti este sub ocupația SUA.
1957-1971: Guvernul lui François Duvalier („Papa Doc”) se caracterizează prin brutalitate și decizii după bunul plac.
1971-1986: Continuarea dictaturii sub Jean-Claude Duvalier („Baby Doc” / „Bébé Doc”), fiul lui François Duvalier.
16 decembrie 1990: primele alegeri prezidențiale libere din Haiti. Președinte al statului devine preotul Jean-Bertrand Aristide, sub controlul ONU.
Septembrie 1991: puci militar. Aristide e nevoit să fugă în Venezuela, iar mai târziu în SUA.
1994: Aristide revine în funcția de președinte de stat. În 1995, o coaliție în frunte cu partidul lui Aristide „Lavalas” câștigă alegerile parlamentare.
1996: René Préval, care până atunci fusese prim-ministru, devine președinte.
2000: Aristide este reales președinte. Situație de război civil în tot Haiti.
2004: Aristide este din nou alungat. Pentru stabilizarea situației, ONU trimite în Haiti 7.000 soldați. Uraganul „Jeanne” provoacă 3.000 de morți.
2006: Préval devine din nou președinte ales. Alegerile sunt supravegheate de o misiune a Organizației Națiunilor Unite.
2008: Țara este lovită de 4 uragane, care distrug 2/3 din recolta acestei țări, și așa foarte sărace.
12 ianuarie 2010: un foarte puternic cutremur de pământ a lovit Haiti, ucigând peste 220.000 de oameni.
Octombrie 2010: Din cauza aprovizionării precare cu apă potabilă izbucnește o epidemie de holeră. Încă din primele zile sunt numărați sute de morți.
Februarie 2017: Jovenel Moïse preia funcția de președinte după ce câștigă alegerile din noiembrie 2016.
7 Iulie 2021: dimineața, Moïse este asasinat și soția acestuia, Martine, este grav rănită în urma unui atac asupra reședinței private din Pétion-Ville. Premierul interimar Claude Joseph ocupă temporar funcția de președinte.

## Geografie

### Relief
Relieful constă, în principal, din munți stâncoși cu câmpii mici de coastă și văi ale râurilor.
Cel mai înalt punct al țării este Pic Selle, de la 2680 de metri.
Nord: Masivul Nord și Câmpia de Nord. Masivul Nord este o extensie a Cordillera Central.
Centru: două câmpii și două seturi de lanțuri muntoase. Podișul Central se întinde de-a lungul ambelor maluri ale râului Guayamouc, la sud de Masivul Nord.
Punctul său vestic este cunoscut sub numele de Cap carcasă.
Valea țării cel mai important din punct de vedere al culturilor este Plaine de l'Artibonite, care este orientat spre sud de noires Montagnes. Această regiune sprijină țării (de asemenea, de Hispaniola) cel mai lung fluviu, Riviere l'Artibonite.
Haiti include, de asemenea, diverse insule din larg. Insula istorică celebră din Tortugle este situată pe coasta de nord a Haiti. Arondismentul La Gonâve este situat pe insula cu același nume, în Golfe de la Gonâve. Insula Gonâve este populată moderat de săteni din mediul rural. Île à vache, o insulă luxuriantă, este situată pe vârful din sud-vestul Haiti. De asemenea, o parte din Haiti sunt Cayemites și Île d' Anacaona.

## Organizare administrativă
Republica Haiti este împărțită din punct de vedere administrativ în trei nivele: departamente, arondismente și comune. Țara e formată din 10 departamente, 42 de arondismente și 140 de comune.

## Economia haitiană
La ora actuală (2010) Haiti este unul din cele mai sărace state ale lumii, cu un nivel de trai din cele mai scăzute.

## Cutremurul de la 12 ianuarie 2010
La 12 ianuarie 2010 Haiti a fost lovit de un cutremur grav, de 7,2 grade pe scara Richter. Epicentrul s-a aflat în imediata apropiere a capitalei statului Haiti, Port-au-Prince.

## Limbi oficiale
Limba franceză și limba creolă haitiană sunt cele două limbi oficiale folosite în Haiti, cea din urmă (limba creolă haitiană) având un statut social inferior limbii franceze.

## Patrimoniu mondial UNESCO
Parcul istoric cu citadelă, castelul Sans Souci și ruinele de la Ramiers au fost înscrise în anul 1982 pe lista patrimoniului mondial UNESCO.